# 아스카 모모코
아스카 모모코(飛鳥ももこ, 한국명:나모모)는 토에이 애니메이션에서 제작한 꼬마 마법사 레미 시리즈에 등장하는 가공의 인물이다. 성우는 일본은 미야하라 나미, 한국에서는 박신희(포르테), 이용신(비바체)이 담당하였다.

## 프로필
- 1990년 5월 6일 생의 황소자리. 혈액형은 AB형.
- 요정은 '니니'. 기타를 연주할 줄 안다.
- 견습 마법사 복장의 컬러는 노란색.
- 주문은 '페르탄 페튼 파라리라폰'. 마법의 스테이지에서는 일본판에서는 '페르탄 페튼 산뜻하게'. 한국판에서는 '페르탄 페튼 향기롭게'

## 인물
건축가인 아버지와 사진작가인 어머니를 뒀으며, 일본에서 태어났으나, 초등학교에 들어가기 전 뉴욕에 이민을 간다. 이후 아버지의 일 때문에 초등학교 5학년 때, 다시 일본으로 귀국해 돌아와 미소라 초등학교 5학년 1반으로 전학와 도레미와 같은 반이 된다. 파티쉐를 꿈꾼다.
미국에서 자라왔기 때문에 영어를 잘하고, 그 생각 또한 영향을 받아서 좋고 싫음이 분명한 성격. 다소 푼수끼가 있다. '오징어링(튀김)' 혹은 도넛 모양같은 머리 스타일이 특징. 

### 견습 마법사로서
미국에서 연로한 마조몬로를 만나 마법당 일을 돕다가 어느날 마조몬로의 정체를 알아버려 마녀개구리로 만들어버린 뒤 견습마녀가 된다. 그러나 지병으로 인해 마조몬로가 세상을 떠나자 마조몬로를 되살리기 위해 금지된 마법을 쓰다 수정구슬이 깨져버려 견습 마녀의 자격을 잃게 된다. 하지만 여왕님의 그 사정을 알고 다시 도레미들과 같은 견습 마녀가 된다. 뉴욕의 마법당에서 일을 도운 덕에 제과에 익숙하여 마법당에서 과자 만드는 방법을 도레미들에게 가르쳐 준다. 